# Иньиго де Лойола де Артеага-и-Фальгера
Иньиго де Лойола де Артеага-и-Фальгера (исп. Íñigo de Loyola de Arteaga y Falguera; 14 ноября 1905, Мадрид — 19 марта 1997, Марбелья) — испанский солдат и дворянин, 18-й герцог дель Инфантадо (1947—1997), гранд Испании и генерал-капитан II военного округа.

## Биография
Родился 14 ноября 1905 года в Мадриде. Второй сын Хоакина де Артеага-и-Эчагуэ (1870—1947), 17-го герцога дель Инфантадо (1916—1947), и Изабель Фальгера-и-Морено (1875—1968), 3-й графини Сантьяго.
Он был кавалером Ордена Сантьяго, рыцарем Real Maestranza de Caballería de Zaragoza и джентльменом-грандом Испании на службе у короля Альфонсо XIII, а также он был капитаном, когда в 1931 году была провозглашена Вторая Испанская республика.
Начало гражданской войны застало его в Мадриде, откуда он отправился во франкистскую зону для участия в войне.
Он работал учителем и директором Высшей армейской школы, также входил в состав Тайного совета графа Барселоны и был генерал-капитаном Севильи и Балеарских островов.
Он также имел Большой крест Ордена Святого Херменегильдо, Большой крест Ордена Изабеллы Католической и Большие кресты за военные заслуги, авиационные заслуги, военно-морские заслуги и гражданский орден милосердия. Награждён Военными крестами с пальмами и Военными заслугами.
Он также был основателем и президентом Испанской ассоциации по борьбе с раком в течение тридцати лет и покровителем Королевского колледжа Испании в Болонье (Италия).
Вопреки СМИ, герцог Инфантадо не был крупнейшим землевладельцем в городке Мариналеда, где он никогда не владел землёй. Благодаря народному давлению во главе с мэром Хуаном Мануэлем Санчесом Гордильо, стало возможным, что часть этих земель, около 500 га, а не нынешние 1200 га, принадлежит фермерскому дому поместья Эль-Хумосо в Эсихе, владельцем которого был исключительно герцог. Имущество его детей, было свободно продано Андалузскому институту аграрной реформы (IARA), актом от 9 июня 1987 года, и эти земли перейдут к городу и будут предоставлены жителям Мариналеды и станут основой политического и социального процесса, имевшего место в этом городе, по мнению некоторых, пример альтернативы капиталистической системе.
Ему наследовал его старший сын от первого брака, Иньиго де Артеага-и-Мартин (1941—2018), 19-й герцог дель Инфантадо с 1997 года.

## Семья
Герцог дель Инфантадо был дважды женат. Его первой женой 26 июля 1940 года стала Ана Роза Мартин и Сантьяго-Конча (1922—1953), дочери Антония Мартин и Монтиса, 3-го маркиза де Линареса, и Хосефины де Сантьяго Конча и Ларесеха, 4-й маркизы де Монтеалегре-де-Аулестия. У супругов было пять детей:
- Иньиго де Артеага и Мартин, 19-й герцог дель Инфантадо (1941—2018)
- Хайме де Артеага и Мартин, 15-й герцог де Франкавилья (род. 1942)
- Франсиско де Артеага и Мартин, 16-й маркиз де Эстепа
- Карлос де Артеага и Мартин, 7-й граф де Серальо
- Мария Кристина де Артеага и Мартин, маркиза де Монте-де-Вай (род. 1951).

27 июня 1959 года он во второй раз женился на Марии Кристине де Саламанка-и-Каро, графине Зальсивар (1922—2009). Второй брак был бездетным.

## Дворянские титулы
Иньиго де Артеага имел следующие дворянские титулы:
- 18-й герцог дель Инфантадо
- 14-й герцог Франкавилья
- 19-й маркиз Сантильяна
- 16-й маркиз Сеа
- 13-й маркиз Армуния
- 13-й маркиз Ариса
- 13-й маркиз Эстепа
- 13-й маркиз Вивола
- 10-й маркиз Монте-де-Вей
- 9-й маркиз де Вальмедиано
- 21-й граф Сальданья
- 19-й граф Реал-де-Мансанарес
- 17-й граф дель-Сид
- 12-й граф Монклова
- 11-й граф Санта-Эуфемия
- 6-й граф Коррес
- 6-й граф Серальо
- 4-й граф Сантьяго
- 24-й сеньор де ла Каса-де-Ласкано
- Адмирал Арагонский.